# Hatch (Nuevo México)
Hatch es una villa ubicada en el condado de Doña Ana en el estado estadounidense de Nuevo México. En el Censo de 2010 tenía una población de 1648 habitantes y una densidad poblacional de 255,75 personas por km².

## Geografía
Hatch se encuentra ubicada en las coordenadas 32°39′50″N 107°9′52″O / 32.66389, -107.16444. Según la Oficina del Censo de los Estados Unidos, Hatch tiene una superficie total de 6.44 km², de la cual 6.43 km² corresponden a tierra firme y (0.24%) 0.02 km² es agua.

## Demografía
Según el censo de 2010, había 1648 personas residiendo en Hatch. La densidad de población era de 255,75 hab./km². De los 1648 habitantes, Hatch estaba compuesto por el 68.08% blancos, el 0.12% eran afroamericanos, el 1.03% eran amerindios, el 0.42% eran asiáticos, el 0% eran isleños del Pacífico, el 28.4% eran de otras razas y el 1.94% pertenecían a dos o más razas. Del total de la población el 87.2% eran hispanos o latinos de cualquier raza.